# Надія і опора
«Надія і опора» (рос. «Надежда и опора») — радянський художній фільм 1982 року.

## Сюжет
Радянське село, початок 1980-х років. Москвич Микола Курков (Юрій Демич) працював в Науково-дослідному інституті і мріяв захистити дисертацію по агробіології, але, приїхавши в одне з сіл Нечорнозем'я, зустрів друга дитинства і залишився, очоливши відсталий колгосп.

## У ролях
- Юрій Демич —  Микола Олексійович Курков, голова колгоспу
- Анатолій Васильєв —  Андрій Павлович Фомін, перший секретар
- Надія Шумилова —  Раїса Миколаївна
- Вацлав Дворжецький —  Олександр Миколайович Гардт
- Всеволод Санаєв —  Кирило Львович Ротов
- Володимир Кашпур —  Олександр Лучков
- Володимир Гуляєв —  Лихарьов
- Любов Соколова —  Уляна Порфиріївна
- Анатолій Ведьонкин —  Петро, чоловік Раїси
- Віра Бурлакова —  Тетяна Сергіївна, тітка Миколи
- Тамара Совчі —  Ольга
- Клавдія Хабарова —  адміністратор готелю
- Станіслав Міхін —  член бюро райкому
- Галина Самохіна — член бюро райкому

## Знімальна група
- Режисер: Віталій Кольцов
- Автор сценарію:  Будимир Метальников, Юрій Черниченко
- Оператор: Анатолій Ніколаєв
- Художник-постановник: Олексій Лебедєв
- Композитор: Борис Ричков
- Звукорежисер: Тамара Баталова